# Megachile pyrenaea
Megachile pyrenaea là một loài ong trong họ Megachilidae. Loài này được Pérez miêu tả khoa học đầu tiên năm 1890.